# 210147 Zalgiris
210147 Zalgiris este un asteroid din centura principală de asteroizi.

## Descriere
210147 Zalgiris este un asteroid din centura principală de asteroizi. A fost descoperit pe 21 septembrie 2006 la Moletai de Kazimieras Černis și Justas Zdanavičius. Asteroidul prezintă o orbită caracterizată de o semiaxă mare de 3,07 ua, o excentricitate de 0,06 și o înclinație de 4,1° în raport cu ecliptica.